# Cantalupo nel Sannio
Cantalupo nel Sannio är en ort och kommun i provinsen Isernia i regionen Molise i Italien. Kommunen hade 745 invånare (2018).